# Guy Provost
Pour les articles homonymes, voir Provost.
Guy Provost est un acteur québécois né le 19 mai 1925 à Hull et mort le 10 février 2004 à Montréal.

## Biographie
Né à Hull (maintenant Gatineau) en 1925, Joseph Jean-Baptiste Guy Provost est le fils de René Provost et de Jeanne Lamarche.
Après ses études secondaires, il décroche un diplôme de technicien en chimie de l'Université d'Ottawa. Sous l'influence de son père, le directeur-fondateur de l’École d’art dramatique de Hull, il fait ses premiers pas au théâtre.
Après avoir suivi des cours d'art dramatique avec Henri Poitras, Marcel Charbier et François Rozet, il entame sa carrière professionnelle grâce à l'auteure Jean Desprez. En 1946, alors qu'il joue dans les feuilletons radiophoniques Yvan l'intrépide et Jeunesse dorée, le père Émile Legault invite le jeune Provost à prendre part aux Compagnons de Saint-Laurent à Montréal.
En 1948, à la suite de son interprétation de Créon dans l'Antigone de Jean Anouilh, le comédien reçoit le prix Lallemand. Avec ce prix, il obtient une bourse d’études du gouvernement du Québec lui permettant d'aller parfaire son art en France. Il est admis au Conservatoire, à titre d'auditeur, où il fait la connaissance du comédien Henri Rollan. Il revient au Québec en octobre 1949.
De retour en France, il se joint à la Comédie de Saint-Étienne dirigée par Jean Dasté pendant deux ans, puis se joint au Théâtre national populaire, le TNP, dirigé par le célèbre Jean Vilar où il fait ses preuves aux côtés de Gérard Philipe et Philippe Noiret. Son passage en sol parisien, ainsi que celui de son épouse, Denise Vachon, est notamment célébré par le Figaro littéraire qui loue leur « expérience, leur conscience, leur métier et leur sincérité ».
De retour au Québec, en 1955, il n'arrête pas de travailler. Au petit écran, il incarne le père Alexandre dans Les Plouffe, mais c’est au grand écran qu’il rencontre pour la première fois le personnage qui le rend si cher aux Québécois, l’Alexis de Claude-Henri Grignon. En 1949, il est du premier long métrage d’Un Homme et son péché. Au petit écran cependant, c’est Gabriel Gascon qui hérite d’abord du rôle d’Alexis dans Les Belles Histoires des pays d'en haut. Un rôle qui revient plus tard à Guy Provost, qui reprend tout naturellement les gestes du bel Alexis.
Guy Provost aura été l’un des acteurs québécois les plus prolifiques. Au petit écran, de 1970 à 1975, il joue le personnage central, celui d'un riche propriétaire, dans le téléroman Mont-Joye. Puis, de 1978 à 1984, aux côtés de Jean Duceppe, il tient un rôle important dans la série Terre humaine. De 1993 à 1997, on le voit dans Sous un ciel variable, série grâce à laquelle il remporte deux fois le trophée Gémeau du meilleur acteur pour un téléroman. Le dernier rôle de Guy Provost à la télévision sera celui d'un vieil anarchiste dans Mon meilleur ennemi. Guy Provost tient également des rôles de moindre importance dans des séries comme Symphorien, Duplessis ou Le Paradis terrestre.
Le comédien aura aussi touché à l’animation, d’abord à la barre de La Vie qui bat, pendant dix ans, puis à la radio, avec Place aux femmes, qu’il a coanimé avec Lise Payette pendant sept ans.
La carrière de Guy Provost a été couronnée par de nombreux prix.
Guy Provost succombe à une pneumonie, à l’hôpital Sacré-Cœur de Montréal, le 10 février 2004,.

## Décorations
- Officier de l'Ordre du Canada
- Chevalier de l'Ordre national du Québec

## Théâtre
- 1953 : La Tragédie du roi Richard II de William Shakespeare, mise en scène Jean Vilar, TNP Festival d'Avignon
- 1954 : Cinna de Pierre Corneille, mise en scène Jean Vilar, TNP Festival d'Avignon
- 1954 : Macbeth de William Shakespeare, mise en scène Jean Vilar, TNP Festival d'Avignon
- 1954 : Lorenzaccio d'Alfred de Musset, mise en scène Gérard Philipe, TNP théâtre de Chaillot
- 1974 : La main passe de Georges Feydeau, mise en scène Albert Millaire
- 1975 : L'Hôtel du libre échange de Georges Feydeau, mise en scène Robert Prévost
- 1976 : Dreyfus de Jean-Claude Grumberg, mise en scène de Danièle J. Suissa
- 1977 : Maria Chapdelaine de Loïc Le Gouriadec d'après le roman de Louis Hémon, mise en scène Yvette Brind'Amour
- 1978 : Evangéline Deusse d'Antonine Maillet, mise en scène Yvette Brind'Amour, Festival d'Avignon
- 1978 : Gapi d'Antonine Maillet, mise en scène Yvette Brind'Amour, Festival d'Avignon
- 1978 : La Cruche cassée de Heinrich von Kleist, mise en scène de Robert Prévost
- 1979 : Les Aiguilleurs de Brian Phelan, mise en scène de Jean-Louis Roux
- 1980 : Aléola de Gaétan Charlebois, mise en scène de Roland Laroche
- 1980 : Quelle vie ? de Brian Clark, mise en scène de Jean-Louis Roux
- 1981 : Madame Filoména de Eduardo De Filippo, mise en scène de Danièle J Suissa
- 1981 : La Contrebandière de Antonine Maillet, mise en scène de Roland Laroche
- 1981 : L'homme éléphant de Bernard Pomerance, mise en scène de Guillermo de Andrea
- 1984 : Feux-Follets de Susan Cooper et Hume Cronyn, mise en scène de Guillermo de Andrea
- 1986 : Harvey de Mary Chase, mise en scène de Monique Duceppe
- 1987 : Douze hommes en colère de Reginald Rose, mise en scène de Claude Maher
- 1987 : Bonjour, là, bonjour de Michel Tremblay, mise en scène de René Richard Cyr
- 1989 : Les Sorcières de Salem de Arthur Miller, mise en scène de André Brassard
- 1989 : Le Long Voyage vers la nuit de Eugene O'Neill, mise en scène de François Barbeau
- 1990 : Pygmalion de George Bernard Shaw, mise en scène de Paul Hébert
- 1990 : L'Ennemi du peuple de Henrik Ibsen, mise en scène de François Barbeau
- 1991 : Ils étaient tous mes fils de Arthur Miller, mise en scène de Serge Denoncourt
- 1992 : Sainte Jeanne de George Bernard Shaw, mise en scène de Yves Desgagnés
- 1993 : Ivanov d'Anton Tchekhov, mise en scène de Yves Desgagnés
- 1994 : Après la chute de Arthur Miller, mise en scène de Yves Desgagnés
- 1997 : Le Nombril du monde de Yves Desgagnés, mise en scène de l'auteur
- 1998 : Nuit de chasse de Micheline Parent, mise en scène René Richard Cyr
- 2000 : La Chatte sur un toit brûlant de Tennessee Williams, mise en scène de Fernand Rainville

## Filmographie

### Cinéma
- 1949 : Un homme et son péché : Alexis Labranche
- 1950 : Séraphin : Alexis Labranche
- 1951 : Ein Lächeln in Sturm : le trappeur
- 1955 : Si Paris nous était conté : l'apprenti du forgeron
- 1956 : Trapèze : un journaliste
- 1960 : Walk Down Any Street (voix)
- 1961 : Louis-Joseph Papineau: The Demi-God : Louis-Joseph Papineau
- 1966 : Le Misanthrope : Alceste
- 1974 : Les Ordres : Dr Jean-Marie Beauchemin
- 1974 : Les Deux Pieds dans la même bottine
- 1982 : Gapi : Sullivan
- 1985 : Hold-up : le maire
- 1987 : Le Frère André : M. Coutu
- 1997 : La Conciergerie : le juge

### Télévision

#### Téléfilms
- 1970 : Une maison... un jour... : Vincent
- 1986 : C.A.T. Squad
- 1987 : Shades of Love: The Rose Cafe : Philippe
- 1987 : Lorenzaccio

#### Série télévisées
- 1953 : La Famille Plouffe : le révérend-père Alexandre
- 1955 : La Vie qui bat (animation)
- 1956 - 1970  : Les Belles Histoires des pays d'en haut : Alexis Labranche (2e)
- 1960 : Le Petit Monde du Père Gédéon : le père Alexandre Plouffe
- 1962 : La Balsamine : Charles Mathieu
- 1968 : Le Paradis terrestre : Dr Jutras
- 1970 : Mont-Joye : Théo Joyal
- 1975 : Symphorien : Maurice Gagnon
- 1977 : Duplessis : Ernest Lapointe
- 1978 : Terre humaine : Antoine Jacquemin
- 1984 : Laurier : Édouard Pacaud
- 1984 : Le Parc des Braves : Général Deschênes
- 1988 : Lance et compte : Deuxième saison
- 1989 : Tandem : Hector Saulnier
- 1993 : Blanche : docteur Perron
- 1995 : Sous un ciel variable : Léon Tanguay
- 1996 : Urgence : Dr Robert Bouffard
- 2001 : Mon meilleur ennemi : Georges Rivard
- 2001 : Fortier : M. Charest

## Distinctions
- 2003 : Chevalier de l'ordre national du Québec[7]
- 2003 : Officier de l'ordre du Canada

### Récompenses
- Association québécoise des critiques de théâtre 1987 : meilleure interprétation
- Prix Gémeaux 1995 : meilleur premier rôle masculin dans un téléroman
- Compagnons de Saint-Laurent 1996 : Masque Hommage
- Prix Gémeaux 1997 : meilleur premier rôle masculin dans un téléroman